# سافت‌پدیا
سافت‌پدیا (انگلیسی: Softpedia) شرکت نرم‌افزار رومانیایی است، که در سال ۲۰۰۱ تأسیس شد.